# Kleingebiet Hatvan
Das Kleingebiet Hatvan (ungarisch Hatvani kistérség) war bis Ende 2012 eine ungarische Verwaltungseinheit (LAU 1) im Westen des Komitats Heves in Nordungarn. Während der Verwaltungsreform 2013 wurden alle 13 Ortschaften in den nachfolgenden Kreis Hatvan (ungarisch Hatvani járás) übernommen.
Ende 2012 lebten auf einer Fläche von 352,16 km² 50.872 Einwohner. Die Bevölkerungsdichte war mit 144,5 Einwohnern/km² nach der des Kleingebiets Eger die zweithöchste im Komitat.
Der Verwaltungssitz befand sich in Hatvan (20.525 Ew.). Lőrinci (5.696 Ew.) besaß ebenfalls das Stadtrecht.

## Ortschaften
| Apc         | Boldog           | Csány        | Ecséd   | Hatvan       |
| Heréd       | Hort             | Kerekharaszt | Lőrinci | Nagykökényes |
| Petőfibánya | Rózsaszentmárton | Zagyvaszántó |         |              |